# スーパー・ドラコ
スーパー・ドラコ、スーパー・ドレイコ、スーパー・ドレイコー(SuperDraco) は、スペースX社が開発・製造するハイパーゴリック推進剤の液体燃料ロケットエンジン。スペースXのドラコ系列のロケットエンジンの一つである。同社の有人宇宙船ドラゴン2に使用されており、8基の冗長構成で打ち上げ脱出システムならびに逆噴射による動力着陸に用いられる。
スーパー・ドラコは推進剤に保存が容易な（非極低温の）モノメチルヒドラジン (MMH) と四酸化二窒素 (NTO) を使用しており、打ち上げから数か月を経た後でも、エンジンの再点火が可能である。これは、宇宙船の姿勢制御システムと主推進機関として欠かせない能力である。
地球低軌道での有人宇宙飛行に使用される他、計画中止となった無人火星探査機レッド・ドラゴンにおいては、エンジンの逆噴射による垂直着陸を行うことが計画されていた。
スーパー・ドラコはドラゴン2の有人/無人版の両方、ならびに垂直着陸技術の実験機であるドラゴンフライにおいて用いられた。エンジン推力は73,000 N (16,400 lbf)（ドラゴンフライ試験時は68,170 N (15,325 lbf)）
。